# Qualificazioni al campionato mondiale femminile di calcio 1995
Questa voce raccoglie un approfondimento sulle gare di qualificazione alla fase finale del campionato mondiale femminile di calcio 1995.

## CAF
L'unica squadra africana qualificata alla fase finale del mondiale è la Nigeria vincitrice del campionato africano 1995 che ha sconfitto in una doppia finale il Sudafrica con il punteggio complessivo di 11-2.
Squadra qualificata:
- Nigeria (vincitrice campionato africano)

## AFC
Le due squadre qualificate alla fase finale del mondiale sono la vincitrice e la finalista deli Giochi asiatici del 1994. La finale è vinta dalla Cina per 0-2 contro il Giappone a Fukuyama il 12 Ottobre 1994.
Squadre qualificate:
- Cina (Vincitrice giochi asiatici)
- Giappone (Finalista giochi asiatici)

## UEFA
Il Campionato europeo femminile di calcio 1995 è usato per la qualificazione automatica alla fase finale del mondiale. La vincitrice, finalista e le restanti semifinaliste vengono qualificate direttamente alla competizione. La Danimarca è qualificata come migliore squadra eliminata nei quarti di finale grazie alla Svezia finalista, già automaticamente qualificata come paese organizzatore del torneo.
Squadre qualificate:
- Germania (vincitrice del Campionato europeo femminile)
- Inghilterra (semifinalista del Campionato europeo femminile)
- Norvegia (semifinalista del Campionato europeo femminile)
- Danimarca (migliore eliminata ai quarti di finale del Campionato europeo femminile)
- Svezia (paese organizzatore).

## CONCACAF
Il torneo CONCACAF Women's Championship 1994 è servita come metodo di qualificazione alla fase finale del mondiale per la vincitrice e la finalista del torneo tenutosi tra il 13 ed il 21 Agosto 1994 in Canada.
Squadre qualificate:
- Stati Uniti (vincitrice del CONCACAF Women's Championship)
- Canada (finalista del CONCACAF Women's Championship)

## OFC
Soltanto 3 squadre partecipano al torneo OFC Women's Championship 1994 tramite un girone dove la prima classificata e vincitrice viene qualificata automaticamente alla fase finale del mondiale.
Squadra qualificata:
- Australia (vincitrice del OFC Women's Championship)

## CONMEBOL
La seconda edizione del Campionato sudamericano femminile di calcio tramite la vincitrice del girone di qualificazione determina la squadra che raggiunge automaticamente la fase finale del mondiale.
Squadra qualificata:
- Brasile (vincitrice della Copa América Femenina)